# Krasznokamszk városi körzet
A Krasznokamszk városi körzet (oroszul Краснокамский городской округ) önkormányzati egység Oroszország Permi határterületén. Székhelye Krasznokamszk. 2006. január 1-jén hozták létre a Kransznokamszki önkormányzati járásból. 74 települést foglal magában. A közigazgatási székhely mellett Overjata városi jellegű település tartozik a körzethez. A többi települése falu.

## Története
2006–2018 között két városi közösségre (Krasznokamszk városi közösség, Overjata városi közösség) és két falusi közösségre (Majszkij falusi közösség, Sztrjapunyata falusi közösség) tagolódott. Ezeket a közigazgatási egységeket 2018-ban megszüntették és az összes települést közvetlenül egy önkormányzati egységbe, egy városi körzetbe szervezték.

## Népesség
- 2002-ben lakosságának 89,5%-a orosz, 3,3%-a tatár, 1,5%-a komi-permják nemzetiségű.
- 2010-ben 70 272 lakosa volt, melyből 63 379 orosz, 2 031 tatár, 874 komi, 486 udmurt, 390 ukrán, 292 baskír, 272 német, 263 azeri, 196 fehérorosz, 140 mordvin, 138 üzbég, 121 tádzsik, 119 cigány stb.